# Winterlandschap met schaatsers en vogelknip

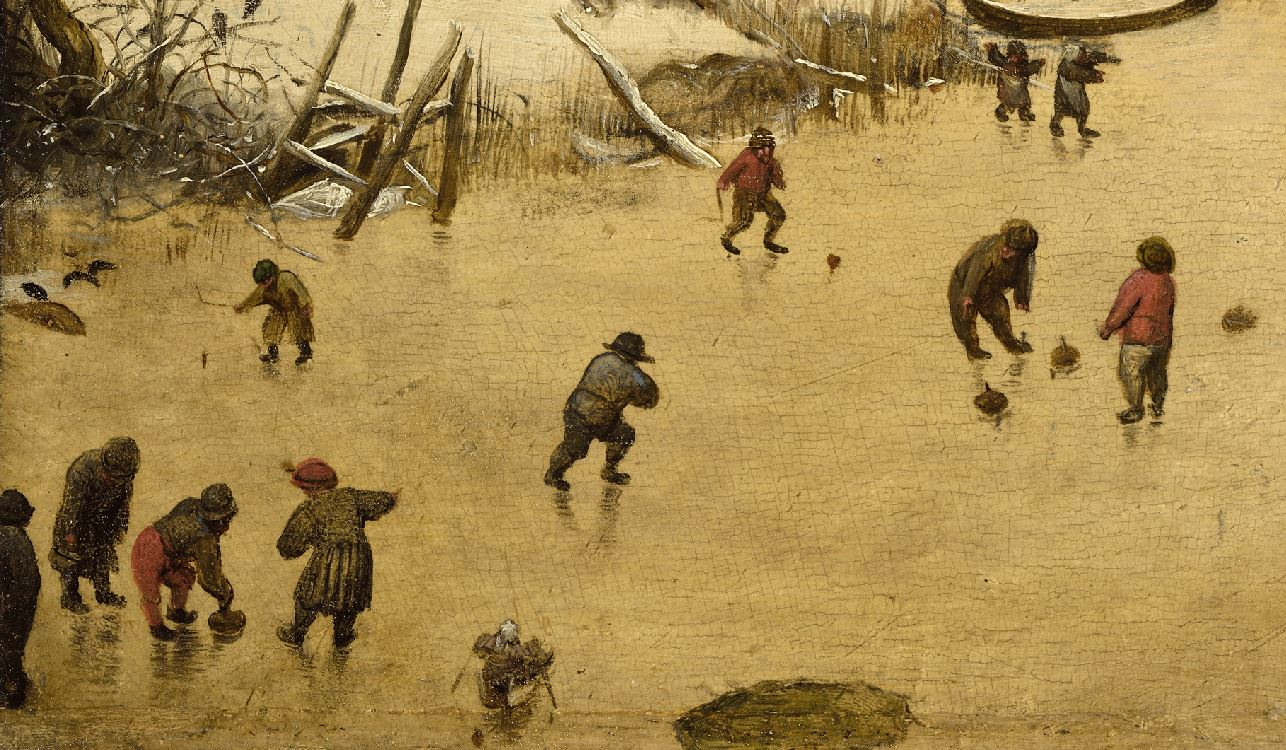
Detail van de "klootschieters"

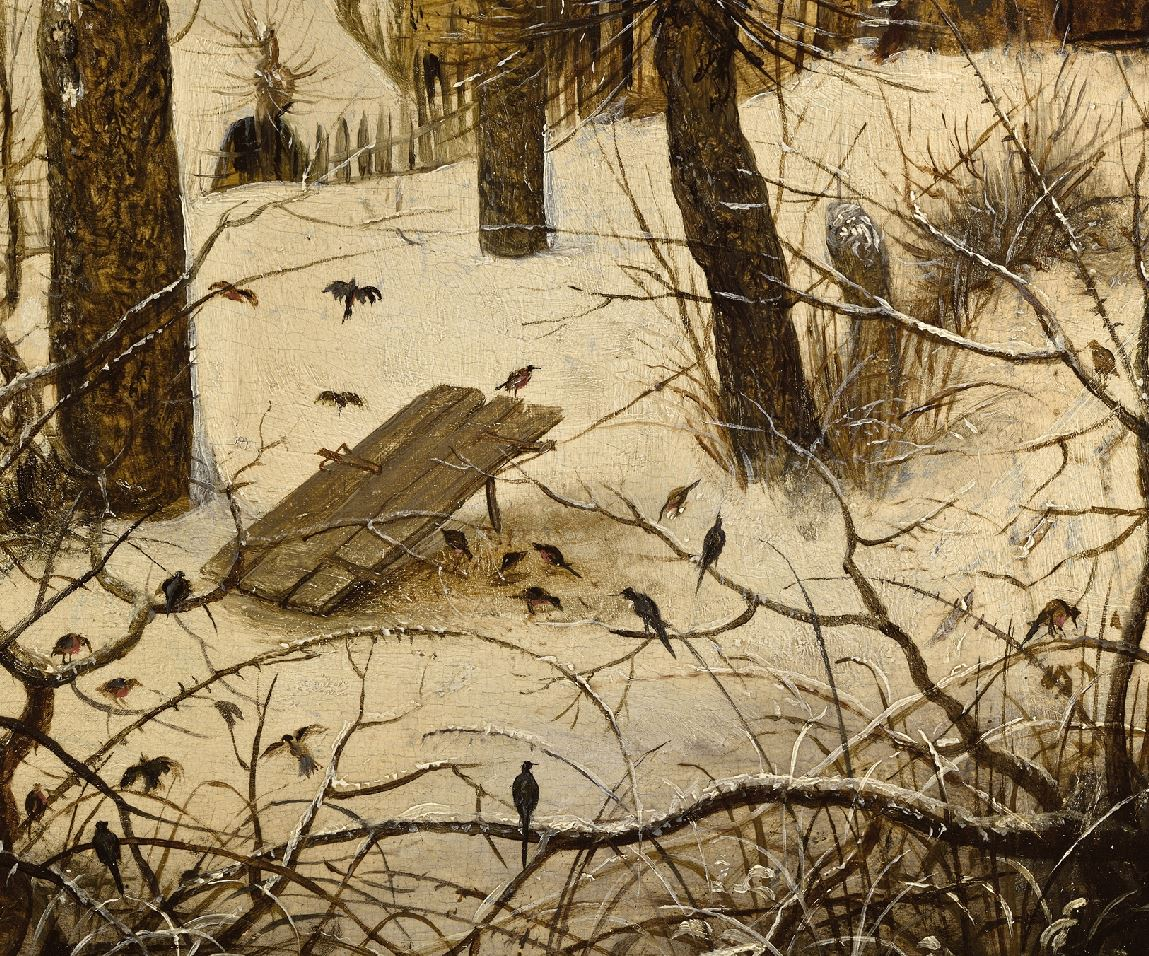
Detail van de vogelknip

Winterlandschap met schaatsers en vogelknip is een schilderij van de Brabantse kunstschilder Pieter Bruegel de Oude, geschilderd in 1565, olieverf op eikenhout, 37 × 55,5 centimeter groot. Het toont winterpret in een ondergesneeuwd Brabants dorp, er zijn schaatsers en een vogelknip te zien.
Het echtpaar Delporte liet het kunstwerk in 1973 bij testament na aan de Koninklijke Musea voor Schone Kunsten van België te Brussel.

## Context
Winterlandschappen waren tijdenlang een zeer populair onderwerp in de schilderkunst. Zij vonden hun oorsprong in kalenders van getijdenboeken en zijn sindsdien een vast en dankbaar onderwerp voor schilderijen. De winter van 1564/1565 was volgens tijdgenoten van Bruegel bijzonder streng en het is dus heel goed mogelijk dat dit de inspiratiebron dan wel het benodigde studiemateriaal was voor dit werk.
Een andere verklaring voor de inspiratiebron heeft een meer religieuze insteek: een populaire 16e-eeuwse interpretatie van het menselijk bestaan hield in dat de mens als een pelgrim gezien werd, die gedurende het belopen van het levenspad vele malen weerstand moest bieden tegen tal van gevaren en verleidingen om zo uiteindelijk de hemel te bereiken. De op het schilderij afgebeelde vogelknip, een soort vogelval, staat volgens deze verklaring dan symbool voor door de duivel ingegeven verlokkingen die minder vrome gelovigen van het goddelijke pad af hielden. Vogels stonden van oudsher symbool voor de menselijke ziel, en de vogelknip van de duivel probeert deze zielen te vangen en zo de toegang tot de hemel te ontzeggen.
Daarnaast is een schaatstafereel een zinnebeeld dat de onzekere hoedanigheid van het bestaan vertegenwoordigt. Immers, het gladde ijs en het verraderlijke water daaronder zijn niet mis te verstane gevaren voor de argeloze schaatser. Zowel de vogels als de schaatsers op dit schilderij zijn kwetsbaar maar onbekommerd, en zich niet bewust van het gevaar dat op de loer ligt.
Kunsthistorici zijn er nog niet over uit of Pieter Bruegel de Oude dit werk in zijn eentje, of met hulp van de in zijn atelier werkzame schilders uitvoerde.

## Afbeelding
Het schilderij toont een winterlandschap met een Brabants dorp waar een rivier doorheen slingert. Op deze rivier schaatsen mensen en kan de toeschouwer allerlei sneeuw- en ijspret aanschouwen. We zien onder meer kolvers en klootschieters. Op een van de oevers van de rivier staat een vogelknip onder een knotwilg, waar vele vogels omheen zwermen. Deze val komt niet voor op de ondertekening en is door Bruegel pas op het laatste moment toegevoegd. Het touw dat de zware deur kan doen neerkomen, loopt naar het huis rechts.
Overal aan de oevers staan plattelandshuizen met besneeuwde daken, omringd door bladloze bomen die als zwarte, zich vertakkende aders in de lucht grijpen. Tussen de huizen staat een kerkje, waarvan de toren net zichtbaar is maar al bijna door de boom op de voorgrond aan het zicht wordt onttrokken. De effen lucht wordt alleen onderbroken door twee vogels. Aan de horizon is nog net een in winternevel gehulde stad te zien. Het werk is vanuit een vogelperspectief geschilderd.
Pieter Bruegel de Oude heeft vooral gebruik gemaakt van ivoorwitte, okergele en bruinzwarte kleurschakeringen. Het schilderij doet hierdoor bijna monochroom aan en loopt hierdoor vooruit op de Hollandse winterlandschappen die in de 17e eeuw werden geschilderd.
De handtekening van de kunstenaar en het jaar waarin hij het kunstwerk schilderde, staan rechts onderaan. Er staat: BRVEGEL / M.D.LXV

## Replieken
De Vogelknip is Bruegels meest gerepliceerde werk. Klaus Ertz repertorieerde 127 min of meer getrouwe replieken, waarvan hij er 45 toeschreef aan Pieter Brueghel de Jonge. Een versie van hem uit 1631 wordt, onder de naam De vogelval, bewaard in het Noordbrabants Museum te 's-Hertogenbosch. Ook in Wenen, New York, Moskou, Madrid... bevinden zich exemplaren. Vooral in de 17e-eeuwse Noordelijke Nederlanden was het werk populair. Hendrick Avercamp zou zijn hele carrière baseren op wintertaferelen. Tot in de 18e eeuw bleven schilders kopieën van dit kunstwerk maken.